# Wimbledon Championships 2018/Damendoppel-Rollstuhl
Das Damendoppel (Rollstuhl) der Wimbledon Championships 2018 war ein Rollstuhltenniswettbewerb in London und fand vom 12. bis zum 15. Juli statt.
Vorjahressiegerinnen waren Yui Kamiji und Jordanne Whiley.

## Setzliste
| Nr. | Paarung                       | Erreichte Runde |
| --- | ----------------------------- | --------------- |
| 01. | Diede de Groot Yui Kamiji     | Sieg            |
| 02. | Marjolein Buis Aniek van Koot | Halbfinale      |

## Hauptrunde
Zeichenerklärung
- Q = Qualifikant
- WC = Wildcard
- LL = Lucky Loser
- ITF = qualifiziert über ITF-Ranking
- ALT = alternate (Ersatz)
- PR = Protected Ranking
- SE = Special Exempt
- r = retired (Aufgabe)
- d = Disqualifikation
- w.o. = walkover
- [ ] = Match-Tie-Break

|  | Halbfinale | Halbfinale                          | Halbfinale | Halbfinale | Halbfinale |  |  | Finale | Finale                        | Finale | Finale | Finale |
|  |            |                                     |            |            |            |  |  |        |                               |        |        |        |
|  |            |                                     |            |            |            |  |  |        |                               |        |        |        |
|  | 1          | Diede de Groot Yui Kamiji           | 6          | 6          |            |  |  |        |                               |        |        |        |
|  |            | Katharina Krüger Kgothatso Montjane | 0          | 0          |            |  |  |        |                               |        |        |        |
|  |            |                                     |            |            |            |  |  | 1      | Diede de Groot Yui Kamiji     | 6      | 6      |        |
|  |            |                                     |            |            |            |  |  |        | Sabine Ellerbrock Lucy Shuker | 1      | 1      |        |
|  |            | Sabine Ellerbrock Lucy Shuker       | 3          | 6          | 6          |  |  |        |                               |        |        |        |
|  | 2          | Marjolein Buis Aniek van Koot       | 6          | 4          | 4          |  |  |        |                               |        |        |        |
|  |            |                                     |            |            |            |  |  |        |                               |        |        |        |